# اسم ذاتي
الاسم الذاتي (الأوتونيم، من أوتو- «ذات» و-نيم «اسم» بالإغريقية) هو الاسم القومي الذي يسمي به القوم أنفسهم، بخلاف الاسم الأجنبي الذي يطلقه عليهم غيرهم.                    